# Rebel Rebel
Rebel Rebel ist ein Lied des britischen Singer-Songwriters David Bowie, das im Februar 1974 erschien und als Single zum Top-10-Hit avancierte.

## Hintergrund
Ursprünglich Ende 1973 als Teil eines abgebrochenen Ziggy-Stardust-Musicals geplant, war Rebel Rebel Bowies letzte Single in seinem typischen Glam-Rock-Stil. Er war auch sein erster Hit seit 1969 ohne den Gitarristen Mick Ronson. So spielte Bowie bei diesem und fast allen anderen Titeln auf Diamond Dogs selbst Gitarre. Die Singer-Songwriterin Jayne County, welche für zwei Jahre zu Bowies Personenkreis gehörte, behauptet, dass ihr Song „Queenage Baby“ aus dem Jahr 1973, mit der Textzeile „can't tell whether she's a boy or a girl“, eine Inspiration für die Entstehung von Rebel Rebel war. Dabei beschuldigte sie Bowie ihre eigenen Ideen für seinen Song gestohlen zu haben.

## Entstehung
Die Aufnahmen für Rebel Rebel begannen am 27. Dezember 1973 in den Trident Studios in London. Es war Bowies letzter bekannter Besuch in Trident, seinem Hauptaufnahmestudio seit 1968. Die Aufnahme wurde im Januar 1974 in den Ludolph Studios in Nederhorst den Berg, Niederlande, abgeschlossen. Mit dem Bassisten Herbie Flowers und dem Gastgitarristen Alan Parker entwarf Bowie dort das bekannte Gitarrenriff aus den Akkorden D,E und A. Alan Parker zufolge, wollte Bowie, den Riff wie einen der Rolling Stones klingen lasse.
Nach der Veröffentlichung im Februar 1974, wurde er im April zu einer zweiten Version überarbeitete. Dabei feilte Bowie in New York zusammen mit Geoff MacCormack an einer neuen Version von Rebel Rebel für den US-Markt. Sie fügten Gesang, Effekte, Handclaps und Schlagzeug hinzu und begruben das Gitarrenriff fast gänzlich unter Kastagnetten, Congas, Guiro, Tamburin und Gesang. Das Lied wurde dabei auf drei Minuten gekürzt.

## Veröffentlichung
Rebel Rebel wurde am 15. Februar 1974 im Vereinigten Königreich von RCA Records (als LPB05009) als Lead-Single von Diamond Dogs mit dem Song „Queen Bitch“ aus Hunky Dory als B-Seite veröffentlicht. Die Single wurde schnell zu einer Glam-Hymne; Rebel Rebel erreichte Platz fünf in den britischen Charts. In Irland erreichte er Platz zwei, in Finnland Platz sieben und in Norwegen Platz neun. Auch in den Niederlanden und Frankreich war der Song ein Top-20-Hit. In den USA kam er auf Platz 64 der US Billboard Hot 100.
2016 wurde er schließlich als Teil des Boxsets Who Can I Be Now? (1974–1976) überarbeitet.

## Liveauftritt

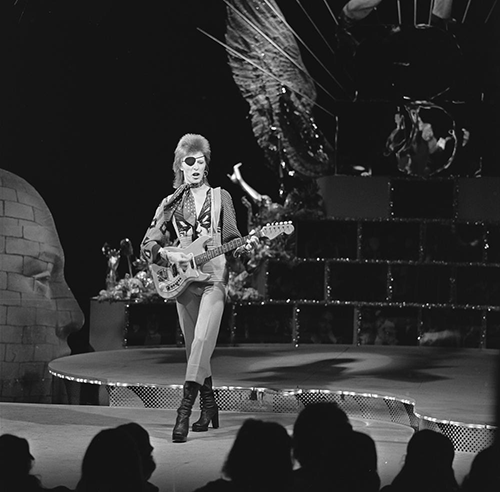
Bowie performt Rebel Rebel in Toppop, 1974

Am 14. Februar 1974 nahm Bowie im Avro Studio 2 in Hilversum für die niederländische Fernsehsendung Top Pop einen Auftritt von Rebel Rebel auf. Dabei trug er ein gepunktetes Halstuch und eine schwarze Augenklappe. Diese war zum Schutz des einen Auges gedacht, welches zu dieser Zeit an einer Bindehautentzündung litt, erinnerte sich Bowie später:

“I had conjunctivitis, so I made the most of it and dressed like a pirate. Just stopped short of the parrot! I had this most incredible jacket that I was wearing that night. It was a bottle-green bolero jacket that Freddi [Burretti] made for me and he got an artist to paint, using the appliqué technique, this supergirl from a Russian comic on the back. Anyway, I did a press conference and performed 'Rebel Rebel' on Dutch television with a bright red Fender Stratocaster. But I took the jacket off during the press conference and somebody stole it. I was really pissed off.”

„Ich hatte eine Bindehautentzündung, also habe ich das Beste daraus gemacht und mich wie ein Pirat verkleidet. Nur kurz vor dem Papagei! Ich hatte diese unglaubliche Jacke, die ich an diesem Abend trug. Es war ein flaschengrünes Bolero-Jackett, das Freddi [Burretti] für mich gemacht hatte, und er hatte einen Künstler beauftragt, mit Hilfe der Applikations-Technik dieses Supergirl aus einem russischen Comic auf den Rücken zu malen. Wie auch immer, ich gab eine Pressekonferenz und spielte 'Rebel Rebel' im niederländischen Fernsehen mit einer knallroten Fender Stratocaster. Aber ich habe die Jacke während der Pressekonferenz ausgezogen und jemand hat sie gestohlen. Ich war wirklich wütend“

## Rezeption
Das Lied wurde von der Kritik wegen seines zentralen Gitarrenriffs und seiner Stärke als Glam-Hymne gelobt. Mehrere Publikationen halten ihn für einen seiner besten Songs.

## Kommerzieller Erfolg

### Chartplatzierungen
Rebel Rebel avancierte zum Top-10-Hit in den Vereinigten Staaten (Rang 5), Belgien-Wallonien (Rang 6) und Norwegen (Rang 9).
| \| ChartsChartplatzierungen \| Höchstplatzierung \| Wochen \| \| --------------------------------- \| ----------------- \| ------ \| \| Deutschland (GfK)[9] \| 33 (2 Wo.) \| 2 \| \| Vereinigte Staaten (Billboard)[7] \| 5 (8 Wo.) \| 8 \| \| Vereinigtes Königreich (OCC)[10] \| 64 (8 Wo.) \| 8 \| |                   |        |
| ChartsChartplatzierungen | Höchstplatzierung | Wochen |
| Deutschland (GfK) | 33 (2 Wo.)        | 2      |
| Vereinigte Staaten (Billboard) | 5 (8 Wo.)         | 8      |
| Vereinigtes Königreich (OCC) | 64 (8 Wo.)        | 8      |

### Auszeichnungen für Musikverkäufe
| Land/Region                  | Auszeichnungen für Musikverkäufe (Land/Region, Auszeichnung, Verkäufe) | Verkäufe |
| ---------------------------- | ---------------------------------------------------------------------- | -------- |
| Italien (FIMI)               | Gold                                                                   | 25.000   |
| Spanien (Promusicae)         | Gold                                                                   | 30.000   |
| Vereinigtes Königreich (BPI) | Platin                                                                 | 600.000  |
| Insgesamt                    | 2× Gold · 1× Platin ·                                                  | 655.000  |

Hauptartikel: David Bowie/Auszeichnungen für Musikverkäufe